# 50P/Arend
50P/Arend, komet Jupiterove obitelji. 